# Margot Simond
 (avril 2025).
Motif : Parcours junior expressément exclu des critères. De courtes sources nationales à quelques jours près sur sa mort. La pérennité de la notoriété est-elle vraiment établie ?
- Archive Wikiwix
- Bing
- Cairn
- DuckDuckGo
- E. Universalis
- Gallica
- Google
- G. Books
- G. News
- G. Scholar
- Persée
- Qwant
- (zh) Baidu
- (ru) Yandex
- (wd) trouver des œuvres sur Wikidata

| 1. | Préciser le motif de la pose du bandeau. | Précisez le motif de la pose du bandeau en utilisant la syntaxe suivante : {{admissibilité à vérifier\|date=juillet 2025\|motif=remplacez ce texte par le motif}}                  |
| 2. | Informer les utilisateurs concernés.     | Pensez à avertir le créateur de l'article, par exemple, en insérant le code ci-dessous sur sa page de discussion : {{subst:avertissement admissibilité à vérifier\|Margot Simond}} |

Pour les articles homonymes, voir Simond.
Margot Simond, née le 5 avril 2007 à Chambéry et morte le 24 avril 2025 à Val-d'Isère, est une skieuse alpine française, championne de France U18 en slalom.

## Biographie
Margot Simond naît le 5 avril 2007 à Chambéry. Ses parents sont d'anciens skieurs. Elle commence le ski à l'âge de cinq ans, dans un club de la station des Aillons-Margeriaz où s'entraînent également ses deux sœurs.
Elle rejoint le club de sport des Saisies et le comité de ski de Savoie en 2021. En avril 2023, elle est vice-championne de France U16 de super G. 
En décembre 2024 Margot Simond remporte le Ski Chrono Samse Tour de Valmeinier suivi du slalom FIS de Valmeinier. En décembre 2024, elle s'impose au super-G du Ski Chrono Samse Tour d'Orcières-Merlette. En mars 2025, elle obtient une 20e place aux Mondiaux juniors puis devient championne de France U18 en slalom aux Ménuires, en devançant d'une seconde 54 la seconde (Flore Delettre).
Le 24 avril 2025, elle meurt à l’âge de 18 ans à la suite d'un accident à Val-d'Isère lors d'une séance d’entraînement de la seconde édition du Red Bull Alpine Park. Cet évènement est ainsi annulé   Une enquête a été ouverte,.

## Palmarès

### Championnats du monde juniors
| Épreuve / Édition      | Descente | Super G | Slalom géant | Slalom | Combiné par équipe | Team event |
| Mondiaux 2025 Tarvisio | 28e      | Abandon | Abandon      | 20e    | Abandon            | -          |

### Coupe d'Europe
6 épreuves disputées

### Festival Olympique de la Jeunesse Européenne
| Épreuve / Édition   | Slalom géant | Slalom |
| FOJE 2025 Bakuriani | Ab           | Ab     |

### Championnats de France Elite
| Édition / Epreuve                  | Descente | Super-G | Slalom géant | Slalom  | Super combiné | Parallèle |
| ---------------------------------- | -------- | ------- | ------------ | ------- | ------------- | --------- |
| Championnats 2024 Avoriaz / Megève | annulée  | 18e     | 39e          | abandon | -             | -         |
| Championnats 2025 Méribel          | 12e      | abandon | 21e          | abandon | -             | -         |

### Championnats de France des jeunes
| Épreuve / Édition                               | Super G | Géant   | Slalom |
| Championnat U16 2023 Val Thorens / Les Menuires | Argent  | 20e     | 4e     |
| Championnat U18 2025 Les Menuires               | abandon | abandon | Or     |